# Lygropia aureomarginalis
Lygropia aureomarginalis is een vlinder uit de familie van de grasmotten (Crambidae). De wetenschappelijke naam van deze soort is voor het eerst gepubliceerd in 1916 door Max Gaede.
De soort komt voor in Kameroen en Tanzania.